# Juan Péndola
Juan Péndola, vollständiger Name Juan Pablo Péndola Sellanes, (* 9. September 1980 in Montevideo) ist ein uruguayischer ehemaliger Fußballspieler.

## Karriere
Der 1,83 Meter große Defensivakteur Péndola durchlief seine fußballerische Ausbildung bei Defensor Sporting und debütierte bei den Montevideanern auch im Profifußball. Von 2001 bis 2002 ist ein Engagement bei Juventud verzeichnet. Er absolvierte in der Apertura und Clausura 2003 insgesamt 29 Partien in der Primera División für den Erstligisten Bella Vista und schoss dabei ein Tor. 2004 stand er in Reihen von Central Español. Weitere Arbeitgeber in seiner Karriere waren 2004 in Peru Cienciano del Cuzco, 2005 der Tacuarembó FC in Uruguay, 2006 der Manta FC und 2007 Liga Deportiva de Loja in Ecuador. Von dort wechselte er 2007 zu SD Centro Ítalo FC. In der Saison 2009/10 werden sodann 33 Ligaspiele (fünf Tore) für den venezolanischen Verein Centro Ítalo (Guatire) in der Primera División geführt. Mitte 2010 wechselte er sodann zum Yaracuyanos FC, für den er in den beiden folgenden Spielzeiten 2010/11 und 2011/12 35- bzw. 34-mal in der höchsten venezolanischen Liga auflief und drei- bzw. viermal ins gegnerische Tor traf. Auch zwei Einsätze (kein Tor) in der Copa Sudamericana stehen für ihn bei dieser Station zu Buche. In den Spielzeiten 2012/13 und 2013/14 stand er bei Deportivo Petare unter Vertrag. Dort bestritt er 26 bzw. 29 Erstligabegegnungen ohne persönlichen Torerfolg. Zur Apertura 2014 schloss er sich dem uruguayischen Erstligisten El Tanque Sisley an. In der Spielzeit 2014/15 wurde er 26-mal (zwei Tore) in der höchsten uruguayischen Spielklasse eingesetzt. Während der Spielzeit 2015/16 kamen 26 weitere Erstligaeinsätze (kein Tor) hinzu. Mit Ablauf der Saison 2016/17 beendete er seine aktive Karriere.